# Nothobranchius orthonotus
Nothobranchius orthonotus е вид лъчеперка от семейство Aplocheilidae.

## Разпространение
Видът е разпространен в Малави, Мозамбик и Южна Африка (Квазулу-Натал, Лимпопо и Мпумаланга).